# Frances Densmore

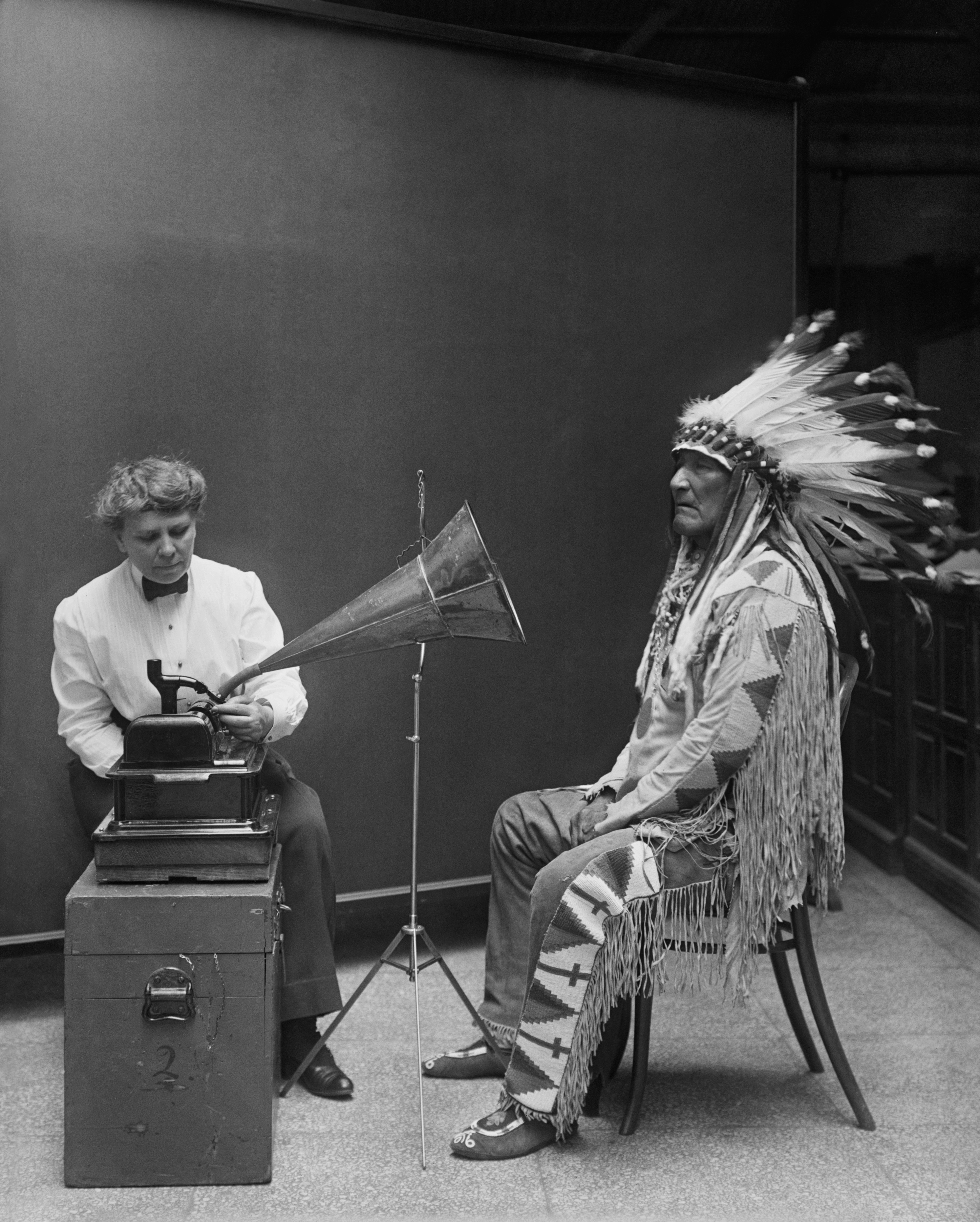
Densmore amb el cap dels Blackfoot en una sessió d'enregistrament amb fonògraf l'any 1916 per al Bureau of American Ethnology.

Frances Densmore   (Red Wing, 21 de maig de 1867 - Red Wing, 5 de juny de 1957) va ser una antropòloga, etnòloga i musicòloga nascuda a Red Wing, Estats Units d'Amèrica. És coneguda pels seus estudis dels Amerindis dels Estats Units en els camps de l'etnomusicologia.

## Biografia

### Orígens i inspiració
Frances Densmore va créixer en un família de classe mitjana acomodada a la vora del riu Mississipi, a la petita comunitat de Red Wing. De petita va desenvolupar el gust per la música escoltant als indis natius de la tribu dels Dakota. Quan va ser més gran els seus pares li van finançar els estudis al conservatori d'Oberlin i a Boston. Ella s'encarregava de les seves despeses amb diferents feines temporals, organista d'església, en botiga de música, i de professora de música amb americans autòctons per tot el país. Al mateix temps que aprenia la seva música, l'enregistrava, la transcrivia i en documentava el seu ús en la cultura índia.
L'any 1893 va viatjar a la Chicago's World Fair, una exposició en conmmemoració dels 400 anys de l'arribada al Nou Món. Allà va escoltar la música de Natius Americans i de les Filipines. La visita a l'exposició i la lectura del nou estudi d'Alice Fletcher sobre la música dels Omaha van ser una gran font d'inspiració per a ella.
No va trigar a contactar amb Fletcher que de seguida la va impulsar amb el seu treball de gravacions al 1905 i la va posar en contacte amb el Boureau of American Ethnology (BAE). Fletcher li va deixar les seves gravacions dels Sioux per realitzar algunes conferències i la va encoratjar a estudiar més música. Mentrestant, Densmore també dirigia el seu treball de camp, gravava, transcrivia la música i escrivia els estudis que meticulosament situaven a les diferents músiques en els seus contextos culturals.
El 1907, Densmore va començar a grabar música oficialment pel BAE. Al llarg de més de cinquanta anys d'estudi i preservació de la música índia americana, va realitzar milers de gravacions.
Les seves gravacions emfatitzaven per sobre de tot les característiques melòdiques de les cançons. Altres paràmetres com el ritme o el timbre quedaven en segon plà. Les seves gravacions tenien una rigorositat de caràcter científic i en aquesta recerca de la perfecció tècnica a la hora de gravar les melodies podríem dir que s'ha perdut una mica el context.
Densmore i Fletcher van formar part d'un moment històric de transició en la visió del treball de les dones a la societat. Estava sorgint un nou moviment de "noves dones" que esdevenien professionals investigadores i que contribuïen a l'avenç del coneixement científic.

### Els inicis
Densmore havia treballat des de 1907 gràcies a les subvencions del BAE. Al llarg dels anys va esdevenir una autoritat en música nativa i les subvencions havien augmentat substancialment. Tot i així el BAE mai la va contractar com membre de l'institut, li atorgava el títol del col·laboradora, un càrrec al museu Smithsonian en el que hi treballava cada hivern realitzant gravacions de camp. D'altra banda se li publicaven totes les recerques i reportatges als butlletins governamentals.
De l'any 1910 al 1932 va publicar 17 llibres, manuscrits i tenia unes 200 cançons encara pendents de trasncriure.
El 1933 havia conclòs un dels treballs de camp més complerts. Havia gravat la Música dels Seminola a Florida. Al llarg de tres incursions entre 1931 i 1933, va visitar els dos grups de Seminola als seus poblats. Per aquestes gravacions va buscar l'ajuda d'organitzacions no governamentals que treballaven amb els líders de les tribus. Li van oferir la col·laboració de Robert Oceola per fer d'intèrpret. Aquest li va ensenyar els protocols i va aconseguir que fos convidada a les festivitats anuals de Green Corn.
A través d'aquestes experiències va entendre la dependència que tenien amb l'economia estrangera i de la importància del treball de les dones, que amb la venda de patchwork Seminola proporcionaven els diners a la tribu que els mancava a causa de la davallada de vendes de plomes i cuirs. Algunes de les parts més memorables dels monogràfics de Densmore són precisament que descrivia amb tant de detall aquestes situacions de dones cantant i treballant.

### Música d'homes i música de dones
La majoria de cançons que gravava eren tocades o cantades per homes, però en el seu treball sempre podem trobar cançons cantades per dones. Les seves gravacions incloïen comentaris de dones sobre les cançons i sobre les cançons i sobre quin era el seu ús. Els homes cantaven per a la caça mentre que les dones tenien més varietat, cantaven mentre cultivaven, per expressar l'alegria i per la dificultat de protegir les plantes dels ocells. Altres temes eren l'amistat o la tristesa.

### Antropologia i colonialisme
Densmore vivia un moment en què les tribus que eren objecte d'estudi començaven a desafiar al colonialisme i tant Densmore com la resta d'antropòlegs havien d'aprendre a desenvolupar la seva feina en moments com aquest.
La seva lluita en concret no era contra els que tenien el poder. Tot i que podia vigilar de prop als qui pretenien suprimir les danses i les músiques índies, la seva preocupació principal era contra tots aquells que refusaven admetre el dret dels pobles natius a sobreviure i a ser respectats com els ancestres culturals d'Amèrica. Tenia l'esperança i encoratjava als seus lectors a millorar la comprensió de l'expressió que les cultures natives Americanes havien desenvolupat de la mateixa manera que s'estudiava les antigues tradicions europees. Volia que els músics europeus absorbissin part d'aquella herència musical, que fossin valorats i escoltats.

### Viatjar com a dona
En els monogràfics de viatges d'investigació eren habitualment els homes els que viatjaven i tornaven amb històries mentre les dones esperaven a casa. A les introduccions dels seus escrits Densmore sempre deixava clar que era ella mateixa la que havia viatjat, la que havia realitzat les entrevistes i la que escrivia la història. Tot i així sempre comptava amb l'assistència d'homes a través del BAE. Eren agents que li ajudaven a trobar guies i traductors. Això li proporcionava protecció en un moment en què no era senzill viatjar sola essent una dona.
Densmore no va ser la única dona viatgera que va esponsoritzar el BAE. Alice Cunningham Fletcher o Matilda Coxe Stevenson van ser antropòlogues que en la mateixa època viatjaven a la recerca de nou coneixement.
Densmore formava part de la primera onada de "noves dones", una generació que des de finals de segle xix es van començar a reunir com a col·legues i a partir dels anys 20 van començar a aparèixer com a professionals amb noves tasques laborals fins ara només realitzades per homes. Refusaven els convencionalismes del rol burgès de la dona i es centraven més en si mateixes, en els seus objectius i en la lluita no només per una educació sinó en el dret de decidir com volien utilitzar-la. Com a part d'aquesta onada, Densmore, juntament amb altres dones, va ajudar a redefinir el camp de l'antropologia i a donar forma a les actituds del govern en front a les cultures natives americanes.
La dominació militar americana i l'ocupació d'immigrants ambiciosos de terres noves i unes lleis frontereres que abusaven tremendament dels drets dels natius feien pensar que el coneixement, costums i pobles natius estaven inevitablement destinats a la desaparició. Dones com Densmore van participar dels intents de reforma per part dels reformistes per preservar les cultures natives.
Poc a poc aquestes dones que en primer lloc només seguien els models d'altres homes, es van adonar que estaven iniciant un camí nou i van deixar la porta oberta a noves investigacions posteriors.

### La Gran Depressió
Al tornar d'aquest viatge el BAE li anuncia que li retiren el finançament. Podia seguir amb el títol de col·laboradora però continuar amb les seves investigacions hauria de recórrer als seus diners. Era un moment en què l'economia davallava i molts treballadors s'estaven quedant sense feina.
En aquest moment, Densmore rep l'ajuda de la seva germana, Margaret Densmore, que va deixar la feina de mestre per dedicar-se a temps complert a ajudar a les investigacions de la germana gran. Margaret era decidida, eficient i molt resolutiva. A més d'ancarregar-se de les finances de la casa, ajudava a la seva germana a escriure els manuscrits, organitzaven els viatges i conduïa el cotxe. Segons Densomer, tenia una comunicació magnífica amb la gent dels pobles que visitaven als estius. Recordava molt bé el nom dels Ojibwe i sabia escoltar atentament.
La Gran Depressió continuava i milions d'americans es quedaven sense feina. Tot i la temptació de viatjar a Washington per estar més a prop de l'oficina i afavorir les relacions amb el BAE, les germanes mai van marxar de la casa familiar de Red Wing. Densmore va viure una anys a la recerca de diverses oportunitats. Va rebre el suport del Club de dones de Mineapolis, va fer conferències per la universitat d'Iowa, va escriure històries infantils i li van encarregar alguns programes de ràdio però totes aquestes iniciatives no van prosperar a causa de la Depressió.
Va mantenir correspondència amb l'escriptora Mary Hunter Austin. S'havien conegut als anys 20 mentre l'escriptora estava experimentant gravant les veus dels indis. Austin sempre va simpatitzar amb la tasca de Densmore i admirava els esforços d'aquesta per preservar la cultura nativa a través dels estudis i les publicacions. Austin acabava de signar un lucratiu contracte per escriure la seva biografia. Densmore es veia a si mateixa com una científica i no creia que la seva vida pogués ser objevte de biografia, de fet va demanar a tothom amb qui s'escrivia que destruís la seva correspondència després de la seva mort.
Finalment el govern de Minnesota li va aconseguir una feina de supervisora. La van enviar a Cass Lake a adaptar els patrons de les robes manufacturades per les dones índies per fer una patrons més atractius per als estrangers. Aquesta feina li va permetre subsistir els anys més durs de la depressió.

### Els últims anys
Els últims vint anys de la seva vida els va dedicar a escriure molts dels materials que encara tenia recol·lectats com gravacions, notes i diversos objectes d'interès. Va reescriure molt de manuscrits i els va donar a arxius nacionals, els seus àlbums de retalls a la Biblioteca del Congrés i objectes, fotografies i documents a la Societat Històrica de Minnesota. Va continuar escrivint-se amb joves estudiants que seguien el seu treball.
En algunes cartes amb l'antropòleg Charkes Hoffman, Densmore mostrava la seva decepció per la falta de reconeixement per la seva tasca. Igual que tantes altres dones científiques de finals del XIX i principis del XX, pensaven que era la seva recerca i les seves publicacions les que els atorgarien algun reconeixement. La realitat va ser que la seva tasca potser els va permetre sobreviure i en el millor dels casos ser valorades dins el sector però el reconeixement encara havia de trigar molt a arribar. A Densmore li va arribar als 70 anys.

## Obra
Com la majoria de les seves gravacions es van fer en fonògraf, moltes han estat reproduïdes utilitzant altres mitjans i s'han inclòs en altres arxius. Els investigadors i les delegacions tribals hi poden accedir.
Va ajudar a preservar la seva cultura en un temps en el que la política governamental buscava encoratjar els natius americans a adoptar els costums occidentals.
Algunes de les tribus amb les què va treballar van ser els Chippewa, els Mandan, Hidatsa, els Sioux,  els Pawnee d’Oklahoma, al nord del país, el Papago d’Arizona, els Indis de Washington i British Columbia, els Winnebago i els Menominee de Wisconsin, els Pueblo Indian del sud-oest, els Seminola de Florida incloent els Indis Kuna de Panamà.
Densmore, va publicar i col·laborar sovint amb el diari American Anthropologist, el diari principal de l'Associació Antropològica Americana (AAA) publicat quadrimestralment per Wiley-Blachkwell, una editorial internacional que publicava sobre temes científics, tècnics i acadèmics, que va emergir de la unió formada per John Wiley i Sons Global Scientific, Technical i Medical Business amb Blackwell Publishing al 2007.
El diari publica articles d’investigació de tots els camps d’antropologia i també un llibre de crítiques i obituaris què inclou seccions sobre antropologia pública, antropologia multimodal i antropologies del món.
El 1926, va escriure The Indians and Their Music. Entre 1910 i 1957, va publicar catorze butlletins de la mida d’un llibre per l'Smithsonian, en els quals descrivia les pràctiques musicals i els repertoris de diferents grups natius americans. Es van reimprimir en format de sèries a Da Capo Press el 1972.
També va publicar A Ventrriloquy of Anthros a l'American Indian Quarterly juntament amp James Owen Dorseu i Eugene Bueche.

## Premis
El 1924, l’Oberlin College la va guardonar amb un grau de M.A., seguit  d'un altre premi atorgat pel Manchester College, el 1950, que li atorgava el grau honorari de Doctora en lletres. En el 1954, la Minnesota Historical Society li va premiar dististingir com a primera en “Citation for Distinguished Service in the Field of Minnesota History”
Entre 1940 i 1941, la National Association for American Composer and Conductors li va entregar diversos premis en reconeixement dels seus treballs de musicologia.

## Publicacions
- Chippewa Music (Washington DC, 1910–13/R)
- Teton Sioux Music (Washington DC, 1918/R, 2/1992)
- Northern Ute Music (Washington DC, 1922/R)
- Mandan and Hidatsa Music (Washington DC, 1923/R)
- The American Indians and their Music (New York, 1926/R, 2/1937)
- Papago Music (Washington DC, 1929/R)
- Pawnee Music (Washington DC, 1929/R)
- Menominee Music (Washington DC, 1932/R)
- Yuman and Yaqui Music (Washington DC, 1932/R)
- Cheyenne and Arapaho Music (Los Angeles, 1936)
- Music of Santo Domingo Pueblo, New Mexico (Los Angeles, 1938)
- Nootka and Quileute Music (Washington DC, 1939/R)
- Music of the Indians of British Columbia (Washington DC, 1943/R)
- Choctaw Music (Washington DC, 1943/R)
- Seminole Music (Washington DC, 1956/R)
- Music of Acoma, Isleta, Cochiti and Zuni Pueblos (Washington DC, 1957/R)

## Discografia
Smithsonian-Densmore Cylinder Collection (1910-1930)  Inclou:
- Songs of the Chippewa[18]
- Songs of the Sioux[19]
- Songs of the Yuma, Cocopa, and Yaqui[20]
- Songs of the Pawnee and Northern Ute[21]
- Songs of the Papago[22]
- Songs of the Nootka and Quileute
- Songs of the Menominee, Mandan and Hidatsa